# 가와스미 나호미
가와스미 나호미(일본어: 川澄 奈穂美, 1985년 9월 23일 ~ )는 일본의 여자 축구 선수로 현재 미국 NWSL의 NJ/NY 고섬에서 공격수 겸 미드필더로 활동 중이다.

## 클럽 경력
2008년부터 2016년까지 INAC 고베 레오네사 소속으로 뛰었으며 2016년 6월에 미국 내셔널 위민스 사커 리그의 시애틀 레인 FC로 이적했다. 2019년 1월에 스카이 블루 FC로 이적했다.

## 국가대표팀 경력
그녀는 2008년 AFC 여자 아시안컵에 참가할 일본 국가대표팀에 발탁되었으며, 5월 31일 중화 타이베이와의 경기에서 데뷔했다. 일본이 우승을 차지한 2011년 FIFA 여자 월드컵, 일본이 은메달을 획득했던 2012년 런던 하계 올림픽, 일본이 준우승을 차지했던 2015년 FIFA 여자 월드컵에서 주전 선수로 활약했다. 그녀는 2018년까지 국제 A매치 통산 90경기에 출전, 20득점을 넣었다.

## 통계
| 일본 | 일본 | 일본 |
| 연도 | 출전 | 득점 |
| ---- | ---- | ---- |
| 2008 | 1    | 0    |
| 2009 | 2    | 0    |
| 2010 | 7    | 0    |
| 2011 | 13   | 6    |
| 2012 | 16   | 3    |
| 2013 | 11   | 3    |
| 2014 | 17   | 6    |
| 2015 | 11   | 1    |
| 2016 | 4    | 1    |
| 2017 | 0    | 0    |
| 2018 | 8    | 0    |
| 통산 | 90   | 20   |

## 수상

### 클럽
- 일본 여자 축구 리그 3회 우승 (2011, 2012, 2013)
- 황후배 전일본 여자 축구 선수권 대회 6회 우승 (2010, 2011, 2012, 2013, 2015, 2016)
- 나데시코 리그컵 1회 우승 (2013)

### 국가대표
- 2010년 광저우 아시안 게임 금메달
- 2011년 FIFA 여자 월드컵 우승
- 2012년 런던 하계 올림픽 은메달
- 2014년 AFC 여자 아시안컵 우승
- 2015년 FIFA 여자 월드컵 준우승
- 2018년 AFC 여자 아시안컵 우승